# Hydropsyche perelin
Hydropsyche perelin là một loài Trichoptera trong họ Hydropsychidae. Chúng phân bố ở miền Cổ bắc.